# دارين أرشيبالد
دارين أرشيبالد هو لاعب هوكي الجليد كندي، ولد في 9 فبراير 1990 في نيوماركت في كندا.

## وصلات خارجية
- دارين أرشيبالد على موقع دوري الهوكي الوطني (الإنجليزية)
- دارين أرشيبالد على موقع EliteProspects.com (الإنجليزية)
- دارين أرشيبالد على موقع HockeyDB.com (الإنجليزية)
- دارين أرشيبالد على موقع Hockey-Reference.com (الإنجليزية)